# Edward Stradling (Politiker, 1699)
Edward Stradling (* 30. März 1699; † 3. Oktober 1726) war ein britischer Politiker.
Edward Stradling entstammte der Familie Stradling, einer alten Familie der Gentry aus Glamorgan. Er war der älteste Sohn von Sir Edward Stradling, 5. Baronet und dessen Frau Elizabeth Mansel. Nach alter walisischer Tradition ließ sein Vater anlässlich seiner Geburt von dem Barden Hopkin the Weaver ein Gedicht verfassen. 1716 studierte Stradling am Christ Church College in Oxford. Nachdem sein Vater auf eine erneute Kandidatur verzichtet hatte, wurde Stradling bei der Unterhauswahl 1722 als Kandidat der Tories in Cardiff gewählt. Im House of Commons nahm er aber offenbar an keinen Abstimmungen teil und hielt auch keine Reden. Er starb unverheiratet noch zu Lebzeiten seines Vaters, worauf dieser von Llywelyn ab Ifan ein Klagelied dichten ließ. Nach seinem Tod wurde sein jüngerer Bruder Thomas zum Erben seines Vaters, der jedoch bereits drei Jahre nach dem Tod seines Vaters unverheiratet starb. Damit erlosch die Hauptlinie der Familie Stradling und der Titel Baronet, of St Donat’s.